# 上住吉
上住吉（うえすみよし）は、大阪府大阪市住吉区にある町名。現行行政地名は上住吉一丁目および上住吉二丁目。

## 地理
住吉区の北西部に位置し、東に南住吉、西と北西に住吉、南の東側に千躰、西側に墨江、北の中央側に帝塚山東、東側に万代と接している。

## 歴史

### 沿革
1981年（昭和56年）、大阪市住吉区上住吉町・千躰町・住吉町の各一部より成立。

## 世帯数と人口
2024年（令和6年）9月30日現在の世帯数と人口は以下の通りである。
| 丁目         | 世帯数    | 人口    |
| ------------ | --------- | ------- |
| 上住吉一丁目 | 817世帯   | 1,652人 |
| 上住吉二丁目 | 678世帯   | 1,375人 |
| 計           | 1,495世帯 | 3,027人 |

### 人口の変遷
国勢調査による人口の推移。
| 1995年（平成7年）  | 3,094人 | [ 6 ]  |  |
| 2000年（平成12年） | 3,066人 | [ 7 ]  |  |
| 2005年（平成17年） | 3,109人 | [ 8 ]  |  |
| 2010年（平成22年） | 3,036人 | [ 9 ]  |  |
| 2015年（平成27年） | 2,934人 | [ 10 ] |  |
| 2020年（令和2年）  | 2,885人 | [ 11 ] |  |

### 世帯数の変遷
国勢調査による世帯数の推移。
| 1995年（平成7年）  | 1,319世帯 | [ 6 ]  |  |
| 2000年（平成12年） | 1,336世帯 | [ 7 ]  |  |
| 2005年（平成17年） | 1,357世帯 | [ 8 ]  |  |
| 2010年（平成22年） | 1,323世帯 | [ 9 ]  |  |
| 2015年（平成27年） | 1,284世帯 | [ 10 ] |  |
| 2020年（令和2年）  | 1,317世帯 | [ 11 ] |  |

## 学区
市立小・中学校に通う場合、学区は以下の通りとなる。なお、小学校・中学校入学時に学校選択制度を導入しており、通学区域以外に住吉区の小学校・中学校から選択することも可能。
| 丁目         | 番                                             | 小学校             | 中学校               |
| ------------ | ---------------------------------------------- | ------------------ | -------------------- |
| 上住吉一丁目 | 1番3-201号～3-705号 7番1-101号～2-313号 7番8号 | 大阪市立住吉小学校 | 大阪市立住吉中学校   |
| 上住吉一丁目 | 1番1～8号・20～34号 2～6番 7番23～65号 8～12番 | 大阪市立墨江小学校 | 大阪市立墨江丘中学校 |
| 上住吉二丁目 | 全域                                           | 大阪市立墨江小学校 | 大阪市立墨江丘中学校 |

## 事業所
2021年（令和3年）現在の経済センサス調査による事業所数と従業員数は以下の通りである。
| 丁目         | 事業所数 | 従業員数 |
| ------------ | -------- | -------- |
| 上住吉一丁目 | 44事業所 | 228人    |
| 上住吉二丁目 | 23事業所 | 80人     |
| 計           | 67事業所 | 308人    |

## 交通

### バス
2020年4月現在
- 大阪シティバス[15]
  - 4号系統：千躰
  - 24・54B・54D・63・64・65号系統：上住吉 - 千躰

### 道路
- 国道479号（長居公園通）
- 大阪府道30号大阪和泉泉南線（あべの筋）

## 施設
- 西之坊
- 浅澤社
- 哀愍寺

## その他

### 日本郵便
- 〒558-0046[3]（集配局：住吉郵便局[16]）